# 朱元璋灭方国珍之战
朱元璋灭方国珍之战，吴元年（元惠宗至正二十七年，1367年）八月至十二月，吴王朱元璋消灭浙东方国珍的作战。
朱元璋于吴元年四月对方国珍发起攻击，以朱亮祖为主帅，率领数万马军、步军、水军，从杭州府（今浙江杭州）攻打温州府（今浙江温州）。朱亮祖南下在九月，攻克关岭山寨（今浙江新昌东南）、天台（今浙江天台），东进攻下克台州（治今浙江临海），台州守将方国瑛逃亡黄岩（今浙江黄岩），朱亮祖抵达黄岩城，守将哈尔鲁献城归降，方国瑛逃到海上。朱亮祖回军攻下仙居（今浙江仙居）。十月，朱亮祖率军南下，攻打温州，方明善败逃，朱亮祖占领温州。
朱元璋派汤和率军从绍兴府东进，会同朱亮祖一起进攻方国珍。十一月，汤和渡过黄娥江攻下上虞（今浙江上虞）、余姚（今浙江余姚），抵达庆元路（治今浙江宁波），攻庆元西门。方国珍率军迎战，被汤和击败，属下将领方惟益等人被俘。方国珍率残余部队逃到海上。汤和攻下定海（今浙江宁波东北的镇海）、慈溪（今宁波西北）等县。朱元璋派廖永忠率水军，从海上配合汤和会战方国珍。十二月，方国珍投降。